# Miguel R. Dávila
Miguel Rafael Dávila Cuéllar (*Tegucigalpa, 29 de septiembre de 1856 - 12 de octubre de 1927. abogado, militar con el grado de general, político que fue elegido trigésimo presidente Constitucional de la república de Honduras entre los años de 1907 a 1911.

## Biografía
Miguel Rafael Dávila Cuéllar, nació en la ciudad de Tegucigalpa, república de Honduras, en fecha 29 de septiembre en 1856. Sus padres fueron Juan Dávila y Gervasia Cuéllar. Obtuvo la licenciatura en Jurisprudencia en la Universidad Nacional de Honduras en 1880, ejerciéndose de abogado y notario. Debido a su clara oposición al gobierno del general Ponciano Leiva y Domingo Vásquez, se traslada a radicar en Nicaragua donde se desempeña en labores administrativas y profesionales. Contrajo nupcias con Narcisa Romero Portillo el 3 de noviembre de 1894. Falleció en Tegucigalpa el 12 de octubre de 1927

## Cargos que desempeñó previo a ser presidente
- Ministro de Hacienda y Crédito Público durante la administración del presidente Policarpo Bonilla de 1894 a 1896.
- Encargado del Ministerio de Guerra de junio de 1894 al 31 de julio de 1896.
- Ministro interino de Guerra en 1900.
- Ministro de Justicia e Instrucción Pública de mayo a diciembre de 1903.

## Nombramiento como presidente de Honduras
Fue designado por la Junta Provisional de Gobierno, integrada por los generales Miguel Oquelí Bustillo, Máximo Betancourt Rosales y Juan Ignacio Castro, para asumir la presidencia de Honduras el 18 de abril de 1907, Miguel Rafael Dávila Cuéllar toma posesión en esa fecha. Las primeras medidas fueron pacificar el país y someter a los jefes rebeldes del antiguo régimen del general Manuel Bonilla Chirinos. La influencia de los gobiernos de Nicaragua y El Salvador en intervenir en los asuntos internos de Honduras, obligó al presidente Dávila Cuéllar a movilizar tropas hacía las fronteras oriental y sur. La campaña militar conducida por el doctor y general don Tiburcio Carías Andino y José María Valladares derrotan a las fuerzas militares al servicio de Terencio Sierra. Nombra al doctor Ángel Ugarte como ministro plenipotenciario y enviado extraordinario ante el gobierno de los Estados Unidos de Norte América solicitando el reconocimiento. El 20 de diciembre de 1907, se celebró en Washington D. C., el Tratado General de paz y amistad para poner fin a las hostilidades de Nicaragua y El Salvador contra el gobierno de Dávila. Se da inició a gestiones en Washington para readecuar mediante un préstamo la deuda contraída durante la administración del capitán general José María Medina con bancos ingleses y franceses para la construcción del ferrocarril interoceánico. Como resultado de gestiones diplomáticas, la casa financiera estadounidense Pierpont Morgan and Co., ofrece prestar al gobierno de Dávila diez millones de dólares (US$10.000000) para amortizar la deuda. El acuerdo suscrito es conocido como Convenio Knox-Paredes por el nombre de los representantes norteamericano y hondureño: el secretario de Estado Philander Knox y Juan Paredes. Fue rechazado por las legislaturas de ambos países. Entre tanto, el exmandatario Manuel Bonilla, con la ayuda financiera del empresario Samuel Zemurray y del presidente guatemalteco Manuel Estrada Cabrera estaban conspirando para recuperar el poder.
El 6 de febrero de 1908 la Asamblea Nacional Legislativa, aprueba la Constitución de Honduras de 1894 en la cual se favorece a Miguel Rafael Dávila Cuéllar y convertirlo en presidente constitucional. El 1 de marzo de 1908, Dávila Cuéllar y el general Dionisio Gutiérrez son juramentados y toman posesión como presidente constitucional y vicepresidente respectivamente, la administración se enfrentó a la invasión de Manuel Bonilla, después el gobernador de Amapala general José María Valladares, amigo Bonilla se levanta en rebeldía contra el gobierno,  implementando una "guerra anti extranjeros" especialmente a los estadounidenses, en el mes de octubre de 1910 el general Valladares se levanta en armas contra el Presidente Dávila Cuéllar y critica duramente su política de "vendedores de la patria", en fecha 8 de noviembre de 1912 el general Valladares resulta muerto en combate enfrentándose a las tropas gubernamentales en el sitio de Ojojona de donde era nativo, a unas 25 millas de la capital hondureña. Por la gravedad del conflicto político-militar, el gobierno de Estados Unidos de América intervino. Las negociaciones entre las fuerzas del gobierno y la oposición militar de Manuel Bonilla, conocidas como Conferencias del Tacoma, con la mediación del gobierno norteamericano, se llevaron a bordo del buque de guerra USS Chicago de este país anclado en la Bahía de Puerto Cortés, con la presencia del representante del departamento de Estado, Thomas C. Dawson. Como resultado de las conversaciones, el presidente Dávila renuncia y se nombra a Francisco Bertrand Barahona como gobernante provisional. El 28 de marzo de 1911 formaliza la renuncia ante el Congreso Nacional.

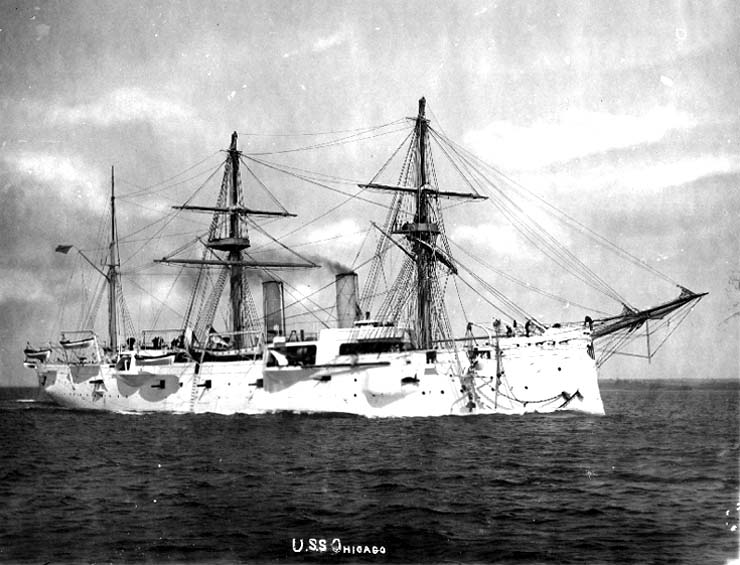
Imagen del Buque USS Chicago

## Gabinete de gobierno
- Designados Presidenciales, 1909-1910: José Manuel Zelaya, Federico Guillermo Uclés y Juan José Ordóñez.
- Designados Presidenciales, 1910-1911: Pedro A. Medal Castillo, José Manuel Zelaya y Néstor Colindres Zúñiga.
- Designados Presidenciales, 1911-1912: Francisco Bertrand Barahona, Rafael López Gutiérrez y José María Ochoa Velásquez.
- Secretario en los Despachos de Gobernación y Justicia: Juan Ignacio Castro/ Marcos Carías Andino.
- Secretario en los Despachos de Relaciones Exteriores: Ernesto Constantino Mejía.
- Secretario en los Despachos Guerra y Marina: Dionisio Gutiérrez.
- Secretario en los Despachos de Hacienda y Crédito Público: Miguel Oquelí Bustillo/José M. Muñoz/Jacinto R. Rivas.
- Secretario en los Despachos de Instrucción Pública: Enrique Constantino Fiallos
- Secretario en los Despachos de Fomento, Obras Públicas y Agricultura: Máximo Betancourt Rosales/Alberto Alejandro Rodríguez.